# SZIGET busz (Budapest)
A budapesti SZIGET jelzésű autóbusz a Liszt Ferenc Airport 2 és SZIGET (Óbudai-sziget) között közlekedik a Sziget Fesztivál ideje alatt. Az autóbuszokra kizárólag az első ajtón lehet felszállni, ahol a a járművezető ellenőrzi az utazási jogosultságot. A transzferbuszra érvényes a Budapest Card – Sziget Edition kártya is további díj megfizetése nélkül. A viszonylatot a Budapesti Közlekedési Zrt. üzemelteti.

## Története
A 2020-as Covid19-pandémia okán a magyar kormány által hozott döntés értelmében nem rendezhetők 500 főnél nagyobb létszámú tömegrendezvények, így ebben az évben elmaradt a SZIGET Fesztivál, ami kapcsán a közvetlen buszjárat sem üzemelt. A fesztivált 2021-ben sem rendezték meg, ezért ekkor a buszjáratot sem indították el. A 2022-es fesztiválhoz kapcsolódóan ismét közlekedett a SZIGET buszjárat, azonban a belső szakaszon módosítva, a Budai alsó rakpart helyett Kőbányán, Zuglón és Terézvároson keresztül járt.

## Útvonala
| SZIGET (Óbudai-sziget) felé |
| Liszt Ferenc Airport 2 vá. – Repülőtéri bekötőút – – Ferihegyi repülőtérre vezető út – Üllői út – Könyves Kálmán körút – Hungária körút – Szörény utca – Százados út – Kerepesi út – Dózsa György út – Podmaniczky utca – Teréz körút – Szent István körút – Jászai Mari tér – Margit híd – Germanus Gyula park – Üstökös utca – Árpád fejedelem útja – Slachta Margit rakpart – Hajógyári híd – Hajógyári-sziget – SZIGET (Óbudai-sziget) vá. |
| Liszt Ferenc Airport 2 felé |
| SZIGET (Óbudai-sziget) vá. – Hajógyári-sziget – Hajógyári híd – Slachta Margit rakpart – Árpád fejedelem útja – Bem rakpart – Lipthay utca – Margit híd – Szent István körút – Váci út – Ferdinánd híd – Podmaniczky utca – Dózsa György út – Kerepesi út – Hungária körút – Könyves Kálmán körút – Üllői út – Ferihegyi repülőtérre vezető út – – Repülőtéri bekötőút – Liszt Ferenc Airport 2 vá.                                            |

## Megállóhelyei
| 0  | Liszt Ferenc Airport 2 végállomás | 46 | 100E, 200E |
| 44 | SZIGET (Óbudai-sziget) végállomás | 0  |            |